# (10543) Klee
Pour les articles homonymes, voir Klee.
(10543) Klee est un astéroïde de la ceinture principale.

## Description
(10543) Klee est un astéroïde de la ceinture principale. Il fut découvert le 27 février 1992 à Tautenburg par Freimut Börngen. Il fut nommé en honneur du peintre Paul Klee. Il présente une orbite caractérisée par un demi-grand axe de 2,27 UA, une excentricité de 0,18 et une inclinaison de 6,6° par rapport à l'écliptique.